# Ландтаг на Бранденбург
Ландтаг на Бранденбург (нем. Landtag Brandenburg, от „Land“ – страна, държава, земя и „Tag“ – събрание; на долнолужишки език Krajny sejm Bramborska) е парламентът на федералната провинция Бранденбург, който се намира в сградата на някогашния градски дворец в столицата на провинцията – гр. Потсдам. Депутатите се избират за пет години, така че след изборите през 2019 г. следва последващите редовни избори да се проведат през 2024 г.
Ландтага се състои от 88 депутата. Той отговаря за законодателството в провинцията, парламентарния контрол на правителството и администрацията, определянето на бюджета, както и за изборите на председател на парламента, на съдиите в конституционния съд на провинцията, членовете на сметната палата на провинцията, а също и на министър-председателя.
На 01.09.2019 бе избран седмият ландтаг. В него са представени шест партии. С 25 места Социалдемократическата партия представлява най-силната парламентарна група, последвана от Алтернатива за Германия с 23 места, Християндемократическият съюз с 15, Съюз 90/Зелените с 10 и Левицата също с 10 депутати; най-малката парламентарна фракция е партията Бранденбургски обединени граждански движения/Свободни избиратели (БОГД/СИ) с пет места.
Първият ландтаг на Бранденбург е избран през 1946 г. в съветската окупационна зона. Съставът на втория ландтаг е определен преди изборите през 1950 г. и съществува само до 1952 г. В сегашния си вид ландтагът съществува от преосноваването на федералната провинция Бранденбург в хода на обединението на Германия през 1990 г. След първите избори за парламент на провинцията през октомври 1990 г., най-силната сила става социалдемократическата партия, която от тогава насам винаги е участвала в правителството на провинцията и е поставяла свой министър-председател. От 28. август 2013 г. този пост се заема от д-р Дийтмар Войдке.
- Градският дворец в Потсдам, 2017 г. – седалище на ландтага на Бранденбург
- Градският дворец в Потсдам, 2015 г. – седалище на ландтага на Бранденбург
- Главен портал към парламента
- Пленарната зала на ландтага на Бранденбург
- Пленарната зала на ландтага на Бранденбург